# Acanthopathes humilis
Acanthopathes humilis is een Antipathariasoort uit de familie van de Aphanipathidae. De wetenschappelijke naam van de soort is voor het eerst geldig gepubliceerd in 1867 door Pourtalès.